# (100896) 1998 JT3
(100896) 1998 JT3 es un asteroide perteneciente al cinturón de asteroides, región del sistema solar que se encuentra entre las órbitas de Marte y Júpiter, más concretamente a la familia de 2000AV117, descubierto el 6 de mayo de 1998 por el equipo del OCA-DLR Asteroid Survey desde el Sitio de Observación de Calern, Caussols, Francia.

## Designación y nombre
Designado provisionalmente como 1998 JT3. 

## Características orbitales
1998 JT3 está situado a una distancia media del Sol de 3,170 ua, pudiendo alejarse hasta 3,496 ua y acercarse hasta 2,845 ua. Su excentricidad es 0,102 y la inclinación orbital 6,426 grados. Emplea 2062,09 días en completar una órbita alrededor del Sol.

## Características físicas
La magnitud absoluta de 1998 JT3 es 14,7. Tiene 6,499 km de diámetro y su albedo se estima en 0,066. 